# Daja
Daja oder Dája  ist ein weiblicher Vorname. Er ist ein Kurzform von Dajana.

## Herkunft und Bedeutung
Dajana ist ein südslawischer oder orientalischer/arabischer Vorname, eingedeutscht  Diana. Im Südslawischen bedeutet er etwa die Widerstand Leistende (von "predajana, dajana" für zuergebene, ergebene, zuunterwerfende, unterwerfende). Der Name mit arabischem Ursprung bedeutet etwa Amme. In der römischen Mythologie ist Dajana die römische Göttin der Jagd und des Mondes.

## Namensträgerinnen
- Dája Bedáňová (* 1983), tschechische Tennisspielerin